# Медведев, Игорь Евгеньевич
Игорь Евгеньевич Медведев (11 апреля 1969 года) — советский и казахстанский хоккеист.

## Карьера
Воспитанник усть-каменогорского хоккея. В конце 1980-х вошёл в основной состав команды, завоевавшей путёвку в высшую лигу. За два сезона в высшей лиге провёл 87 игр, набрав 6+5 очков по системе «гол + пас».
С распадом СССР «Казцинк-Торпедо» выступало в Межнациональной хоккейной лиге. Игорь в составе команды провёл 171 игру, набрав 19+13 очков.
Привлекался в сборную Казахстана. На четырёх чемпионатах мира провёл 24 игры, набрав 4+4 очка.
В 1996 году переехал в Новосибирск, где стал выступать в составе «Сибири». За два сезона в высшем эшелоне чемпионата России провёл 59 игр, набрав 0+5 очков.
В сезоне 1998/99 «Сибирь» выступала в Высшей лиге (втором по силе дивизионе того времени). Игорь провёл 36 игр, набрав 0+3 очка.
По окончании спортивной карьеры стал спортивным функционером. В настоящее время — вице-президент Континентальной хоккейной лиги по спортивной медицине.